# Драганлуг
Драганлуг је насељено место у општини Чаглин, у Славонији, Република Хрватска.

## Историја
До територијалне реорганизације у Хрватској насеље се налазило у саставу бивше велике општине Славонска Пожега.

## Становништво
Насеље је према попису становништва из 2011. године имало 3 становника.
| Националност       | 1991.      |
| Срби               | 6 (60,00%) |
| Хрвати             | 3 (30,00%) |
| Југословени        | 1 (10,00%) |
| остали и непознато | 0          |
| Укупно             | 10         |